# Paludinella littorina
Paludinella littorina is een slakkensoort uit de familie van de Assimineidae. De wetenschappelijke naam van de soort is voor het eerst geldig gepubliceerd in 1828 door Delle Chiaje.